# Latvijas PSR čempionāts futbolā 1969
L'edizione 1969 del massimo campionato di calcio lettone fu la 25ª come competizione della Repubblica Socialista Sovietica Lettone; il titolo fu vinto dal Venta, giunto al suo primo titolo.

## Formato
Il campionato era formato da quattordici squadre che si incontrarono in gare di andata e ritorno per un totale di 26 turni; erano assegnati due punti alla vittoria, un punto al pareggio e zero per la sconfitta.

## Classifica finale
|                        | Pos. | Squadra                          | Pt | G  | V  | N | P  | GF | GS | DR  |
| ---------------------- | ---- | -------------------------------- | -- | -- | -- | - | -- | -- | -- | --- |
| RSS Lettone (bandiera) | 1.   | Venta                            | 43 | 26 | 20 | 3 | 3  | 45 | 16 | +29 |
|                        | 2.   | Enerģija Rīga                    | 40 | 26 | 17 | 6 | 3  | 55 | 28 | +27 |
|                        | 3.   | Elektrons Rīga                   | 33 | 26 | 12 | 9 | 5  | 45 | 20 | +25 |
|                        | 4.   | ASK Rīga                         | 32 | 26 | 13 | 6 | 7  | 43 | 23 | +20 |
|                        | 5.   | Starts                           | 31 | 26 | 13 | 5 | 8  | 42 | 27 | +15 |
|                        | 6.   | Pilots Riga                      | 29 | 26 | 12 | 5 | 9  | 29 | 35 | -16 |
|                        | 7.   | Lielupe Jurmala                  | 26 | 26 | 10 | 6 | 10 | 30 | 26 | +4  |
|                        | 8.   | Radiotehnikis Riga               | 26 | 26 | 10 | 6 | 10 | 28 | 25 | +3  |
|                        | 9.   | Jūrnieks                         | 23 | 26 | 8  | 7 | 11 | 22 | 24 | -2  |
|                        | 10.  | RPI Riga                         | 23 | 26 | 9  | 5 | 12 | 26 | 37 | -11 |
|                        | 11.  | Futbola klubs Liepājas Metalurgs | 19 | 26 | 8  | 3 | 15 | 20 | 38 | -18 |
|                        | 12.  | Lokomotive Daugavpils            | 15 | 26 | 4  | 7 | 15 | 26 | 52 | -26 |
|                        | 13.  | Ausma Rezekne                    | 14 | 26 | 6  | 2 | 18 | 13 | 41 | -28 |
|                        | 14.  | Kurzeme Aizpute                  | 10 | 26 | 3  | 4 | 19 | 15 | 47 | -32 |